# Johnsonville (Carolina del Norte)
Johnsonville es un área no incorporada ubicada del condado de Harnett en el estado estadounidense de Carolina del Norte. La comunidad se encuentra ubicada en la intersección de Carretera de Carolina del Norte 24 y Carretera de Carolina del Norte 27. Las residencias en la comunidad normalmente están en Cameron o en dirección Sanford. 